# Selección de fútbol sub-20 de Gales
La Selección de fútbol sub-20 de Gales es el equipo que representa al país en el Mundial Sub-20 y en la Eurocopa Sub-19; y es controlado por la Asociación de Fútbol de Gales.

## Participaciones

### Copa Mundial de Fútbol Sub-20
| Año   | Resultado    | PJ           | PG           | PE*          | PP           | GF           | GC           |
| ----- | ------------ | ------------ | ------------ | ------------ | ------------ | ------------ | ------------ |
| 1977  | No clasificó | No clasificó | No clasificó | No clasificó | No clasificó | No clasificó | No clasificó |
| 1979  | No clasificó | No clasificó | No clasificó | No clasificó | No clasificó | No clasificó | No clasificó |
| 1981  | No clasificó | No clasificó | No clasificó | No clasificó | No clasificó | No clasificó | No clasificó |
| 1983  | No clasificó | No clasificó | No clasificó | No clasificó | No clasificó | No clasificó | No clasificó |
| 1985  | No clasificó | No clasificó | No clasificó | No clasificó | No clasificó | No clasificó | No clasificó |
| 1987  | No clasificó | No clasificó | No clasificó | No clasificó | No clasificó | No clasificó | No clasificó |
| 1989  | No clasificó | No clasificó | No clasificó | No clasificó | No clasificó | No clasificó | No clasificó |
| 1991  | No clasificó | No clasificó | No clasificó | No clasificó | No clasificó | No clasificó | No clasificó |
| 1993  | No clasificó | No clasificó | No clasificó | No clasificó | No clasificó | No clasificó | No clasificó |
| 1995  | No clasificó | No clasificó | No clasificó | No clasificó | No clasificó | No clasificó | No clasificó |
| 1997  | No clasificó | No clasificó | No clasificó | No clasificó | No clasificó | No clasificó | No clasificó |
| 1999  | No clasificó | No clasificó | No clasificó | No clasificó | No clasificó | No clasificó | No clasificó |
| 2001  | No clasificó | No clasificó | No clasificó | No clasificó | No clasificó | No clasificó | No clasificó |
| 2003  | No clasificó | No clasificó | No clasificó | No clasificó | No clasificó | No clasificó | No clasificó |
| 2005  | No clasificó | No clasificó | No clasificó | No clasificó | No clasificó | No clasificó | No clasificó |
| 2007  | No clasificó | No clasificó | No clasificó | No clasificó | No clasificó | No clasificó | No clasificó |
| 2009  | No clasificó | No clasificó | No clasificó | No clasificó | No clasificó | No clasificó | No clasificó |
| 2011  | No clasificó | No clasificó | No clasificó | No clasificó | No clasificó | No clasificó | No clasificó |
| 2013  | No clasificó | No clasificó | No clasificó | No clasificó | No clasificó | No clasificó | No clasificó |
| 2015  | No clasificó | No clasificó | No clasificó | No clasificó | No clasificó | No clasificó | No clasificó |
| 2017  | No clasificó | No clasificó | No clasificó | No clasificó | No clasificó | No clasificó | No clasificó |
| 2019  | No clasificó | No clasificó | No clasificó | No clasificó | No clasificó | No clasificó | No clasificó |
| 2023  | No clasificó | No clasificó | No clasificó | No clasificó | No clasificó | No clasificó | No clasificó |
| 2025  | No clasificó | No clasificó | No clasificó | No clasificó | No clasificó | No clasificó | No clasificó |
| Total | 0/24         | 0            | 0            | 0            | 0            | 0            | 0            |

### Eurocopa Sub-18/Sub-19
| 1948  | Cuartos de final   | 1                  | 0                  | 0                  | 1                  | 0                  | 4                  |                    |                    |
| 1949  | No participó       | No participó       | No participó       | No participó       | No participó       | No participó       | No participó       | No participó       | No participó       |
| 1950  | No participó       | No participó       | No participó       | No participó       | No participó       | No participó       | No participó       | No participó       | No participó       |
| 1951  | No participó       | No participó       | No participó       | No participó       | No participó       | No participó       | No participó       | No participó       | No participó       |
| 1952  | No participó       | No participó       | No participó       | No participó       | No participó       | No participó       | No participó       | No participó       | No participó       |
| 1953  | No participó       | No participó       | No participó       | No participó       | No participó       | No participó       | No participó       | No participó       | No participó       |
| 1954  | No participó       | No participó       | No participó       | No participó       | No participó       | No participó       | No participó       | No participó       | No participó       |
| 1955  | No participó       | No participó       | No participó       | No participó       | No participó       | No participó       | No participó       | No participó       | No participó       |
| 1956  | No participó       | No participó       | No participó       | No participó       | No participó       | No participó       | No participó       | No participó       | No participó       |
| 1957  | No participó       | No participó       | No participó       | No participó       | No participó       | No participó       | No participó       | No participó       | No participó       |
| 1958  | No participó       | No participó       | No participó       | No participó       | No participó       | No participó       | No participó       | No participó       | No participó       |
| 1959  | No participó       | No participó       | No participó       | No participó       | No participó       | No participó       | No participó       | No participó       | No participó       |
| 1960  | No participó       | No participó       | No participó       | No participó       | No participó       | No participó       | No participó       | No participó       | No participó       |
| 1961  | No participó       | No participó       | No participó       | No participó       | No participó       | No participó       | No participó       | No participó       | No participó       |
| 1962  | No participó       | No participó       | No participó       | No participó       | No participó       | No participó       | No participó       | No participó       | No participó       |
| 1963  | No clasificó       | No clasificó       | No clasificó       | No clasificó       | No clasificó       | No clasificó       | No clasificó       | No clasificó       | No clasificó       |
| 1964  | No participó       | No participó       | No participó       | No participó       | No participó       | No participó       | No participó       | No participó       | No participó       |
| 1965  | No participó       | No participó       | No participó       | No participó       | No participó       | No participó       | No participó       | No participó       | No participó       |
| 1966  | No participó       | No participó       | No participó       | No participó       | No participó       | No participó       | No participó       | No participó       | No participó       |
| 1967  | No participó       | No participó       | No participó       | No participó       | No participó       | No participó       | No participó       | No participó       | No participó       |
| 1968  | No participó       | No participó       | No participó       | No participó       | No participó       | No participó       | No participó       | No participó       | No participó       |
| 1969  | No participó       | No participó       | No participó       | No participó       | No participó       | No participó       | No participó       | No participó       | No participó       |
| 1970  | Fase de grupos     | 3                  | 0                  | 1                  | 2                  | 3                  | 5                  |                    |                    |
| 1971  | Fase de grupos     | 3                  | 0                  | 1                  | 2                  | 3                  | 5                  |                    |                    |
| 1972  | Abandonó el torneo | Abandonó el torneo | Abandonó el torneo | Abandonó el torneo | Abandonó el torneo | Abandonó el torneo | Abandonó el torneo | Abandonó el torneo | Abandonó el torneo |
| 1973  | No clasificó       | No clasificó       | No clasificó       | No clasificó       | No clasificó       | No clasificó       | No clasificó       | No clasificó       | No clasificó       |
| 1974  | Fase de grupos     | 3                  | 1                  | 1                  | 1                  | 6                  | 3                  |                    |                    |
| 1975  | Fase de grupos     | 3                  | 1                  | 1                  | 1                  | 3                  | 4                  |                    |                    |
| 1976  | Fase de grupos     | 3                  | 2                  | 0                  | 1                  | 3                  | 2                  |                    |                    |
| 1977  | No clasificó       | No clasificó       | No clasificó       | No clasificó       | No clasificó       | No clasificó       | No clasificó       | No clasificó       | No clasificó       |
| 1978  | No clasificó       | No clasificó       | No clasificó       | No clasificó       | No clasificó       | No clasificó       | No clasificó       | No clasificó       | No clasificó       |
| 1979  | No clasificó       | No clasificó       | No clasificó       | No clasificó       | No clasificó       | No clasificó       | No clasificó       | No clasificó       | No clasificó       |
| 1980  | No clasificó       | No clasificó       | No clasificó       | No clasificó       | No clasificó       | No clasificó       | No clasificó       | No clasificó       | No clasificó       |
| 1981  | Fase de grupos     | 3                  | 2                  | 0                  | 1                  | 4                  | 5                  |                    |                    |
| 1982  | No clasificó       | No clasificó       | No clasificó       | No clasificó       | No clasificó       | No clasificó       | No clasificó       | No clasificó       | No clasificó       |
| 1983  | No clasificó       | No clasificó       | No clasificó       | No clasificó       | No clasificó       | No clasificó       | No clasificó       | No clasificó       | No clasificó       |
| 1984  | No clasificó       | No clasificó       | No clasificó       | No clasificó       | No clasificó       | No clasificó       | No clasificó       | No clasificó       | No clasificó       |
| 1986  | No clasificó       | No clasificó       | No clasificó       | No clasificó       | No clasificó       | No clasificó       | No clasificó       | No clasificó       | No clasificó       |
| 1988  | No clasificó       | No clasificó       | No clasificó       | No clasificó       | No clasificó       | No clasificó       | No clasificó       | No clasificó       | No clasificó       |
| 1990  | No clasificó       | No clasificó       | No clasificó       | No clasificó       | No clasificó       | No clasificó       | No clasificó       | No clasificó       | No clasificó       |
| 1992  | No clasificó       | No clasificó       | No clasificó       | No clasificó       | No clasificó       | No clasificó       | No clasificó       | No clasificó       | No clasificó       |
| 1993  | No clasificó       | No clasificó       | No clasificó       | No clasificó       | No clasificó       | No clasificó       | No clasificó       | No clasificó       | No clasificó       |
| 1994  | No clasificó       | No clasificó       | No clasificó       | No clasificó       | No clasificó       | No clasificó       | No clasificó       | No clasificó       | No clasificó       |
| 1995  | No clasificó       | No clasificó       | No clasificó       | No clasificó       | No clasificó       | No clasificó       | No clasificó       | No clasificó       | No clasificó       |
| 1996  | No clasificó       | No clasificó       | No clasificó       | No clasificó       | No clasificó       | No clasificó       | No clasificó       | No clasificó       | No clasificó       |
| 1997  | No clasificó       | No clasificó       | No clasificó       | No clasificó       | No clasificó       | No clasificó       | No clasificó       | No clasificó       | No clasificó       |
| 1998  | No clasificó       | No clasificó       | No clasificó       | No clasificó       | No clasificó       | No clasificó       | No clasificó       | No clasificó       | No clasificó       |
| 1999  | No clasificó       | No clasificó       | No clasificó       | No clasificó       | No clasificó       | No clasificó       | No clasificó       | No clasificó       | No clasificó       |
| 2000  | No clasificó       | No clasificó       | No clasificó       | No clasificó       | No clasificó       | No clasificó       | No clasificó       | No clasificó       | No clasificó       |
| 2001  | No clasificó       | No clasificó       | No clasificó       | No clasificó       | No clasificó       | No clasificó       | No clasificó       | No clasificó       | No clasificó       |
| 2002  | No clasificó       | No clasificó       | No clasificó       | No clasificó       | No clasificó       | No clasificó       | No clasificó       | No clasificó       | No clasificó       |
| 2003  | No clasificó       | No clasificó       | No clasificó       | No clasificó       | No clasificó       | No clasificó       | No clasificó       | No clasificó       | No clasificó       |
| 2004  | No clasificó       | No clasificó       | No clasificó       | No clasificó       | No clasificó       | No clasificó       | No clasificó       | No clasificó       | No clasificó       |
| 2005  | No clasificó       | No clasificó       | No clasificó       | No clasificó       | No clasificó       | No clasificó       | No clasificó       | No clasificó       | No clasificó       |
| 2006  | No clasificó       | No clasificó       | No clasificó       | No clasificó       | No clasificó       | No clasificó       | No clasificó       | No clasificó       | No clasificó       |
| 2007  | No clasificó       | No clasificó       | No clasificó       | No clasificó       | No clasificó       | No clasificó       | No clasificó       | No clasificó       | No clasificó       |
| 2008  | No clasificó       | No clasificó       | No clasificó       | No clasificó       | No clasificó       | No clasificó       | No clasificó       | No clasificó       | No clasificó       |
| 2009  | No clasificó       | No clasificó       | No clasificó       | No clasificó       | No clasificó       | No clasificó       | No clasificó       | No clasificó       | No clasificó       |
| 2010  | No clasificó       | No clasificó       | No clasificó       | No clasificó       | No clasificó       | No clasificó       | No clasificó       | No clasificó       | No clasificó       |
| 2011  | No clasificó       | No clasificó       | No clasificó       | No clasificó       | No clasificó       | No clasificó       | No clasificó       | No clasificó       | No clasificó       |
| 2012  | No clasificó       | No clasificó       | No clasificó       | No clasificó       | No clasificó       | No clasificó       | No clasificó       | No clasificó       | No clasificó       |
| 2013  | No clasificó       | No clasificó       | No clasificó       | No clasificó       | No clasificó       | No clasificó       | No clasificó       | No clasificó       | No clasificó       |
| 2014  | No clasificó       | No clasificó       | No clasificó       | No clasificó       | No clasificó       | No clasificó       | No clasificó       | No clasificó       | No clasificó       |
| 2015  | No clasificó       | No clasificó       | No clasificó       | No clasificó       | No clasificó       | No clasificó       | No clasificó       | No clasificó       | No clasificó       |
| 2016  | No clasificó       | No clasificó       | No clasificó       | No clasificó       | No clasificó       | No clasificó       | No clasificó       | No clasificó       | No clasificó       |
| 2017  | No clasificó       | No clasificó       | No clasificó       | No clasificó       | No clasificó       | No clasificó       | No clasificó       | No clasificó       | No clasificó       |
| 2018  | No clasificó       | No clasificó       | No clasificó       | No clasificó       | No clasificó       | No clasificó       | No clasificó       | No clasificó       | No clasificó       |
| 2019  | No clasificó       | No clasificó       | No clasificó       | No clasificó       | No clasificó       | No clasificó       | No clasificó       | No clasificó       | No clasificó       |
| 2020  | Cancelado          | Cancelado          | Cancelado          | Cancelado          | Cancelado          | Cancelado          | Cancelado          | Cancelado          |                    |
| 2021  | Cancelado          | Cancelado          | Cancelado          | Cancelado          | Cancelado          | Cancelado          | Cancelado          | Cancelado          |                    |
| 2022  | No clasificó       | No clasificó       | No clasificó       | No clasificó       | No clasificó       | No clasificó       | No clasificó       | No clasificó       | No clasificó       |
| 2023  | No clasificó       | No clasificó       | No clasificó       | No clasificó       | No clasificó       | No clasificó       | No clasificó       | No clasificó       | No clasificó       |
| 2024  | No clasificó       | No clasificó       | No clasificó       | No clasificó       | No clasificó       | No clasificó       | No clasificó       | No clasificó       | No clasificó       |
| 2025  | Por definir        | Por definir        | Por definir        | Por definir        | Por definir        | Por definir        | Por definir        | Por definir        | Por definir        |
| Total | 7/70               | 19                 | 6                  | 4                  | 9                  | 22                 | 28                 |                    |                    |